# Anabas
Anabas là một chi cá rô đồng bản địa của vùng Nam và vùng Đông Nam ở châu Á. Trong tự nhiên các loài trong chi cá Anabas có thể dài đến 30 cm, chúng có thể sống được trong môi trường nước lợ và nước ngọt. Các loài này được tìm thấy trong các vùng Đông Nam Á, kể cả ở Ấn Độ, Sri Lanka, Bangladesh, Miến Điện, Indonesia, Malaysia, Thái Lan, Việt Nam và Philippines.

## Các loài
Có hai loài được ghi nhận trong chi Anabas:
- Anabas cobojius (F. Hamilton, 1822) (Cá rô sông Hằng)
- Anabas testudineus (Bloch, 1792) (Cá rô đồng)